# Олдрич, Роберт
Роберт Бёрджесс Олдрич (англ. Robert Burgess Aldrich, 9 августа 1918 — 5 декабря 1983) — американский кинорежиссёр, сценарист и кинопродюсер. Известен такими фильмами, как «Целуй меня насмерть», «Что случилось с Бэби Джейн?» и «Грязная дюжина». С 1975 по 1979 занимал пост президента Гильдии режиссёров Америки.

## Биография
Роберт Олдрич родился в Кранстоне, Род-Айленд, в семье владельца газеты Эдварда Б. Олдрича. Принадлежал к «сливкам» американского общества: дед — сенатор, дядя — посол в Лондоне, двоюродный брат — миллионер Нельсон Олдрич Рокфеллер. Окончил школу Moses Brown School в Провиденсе, Род-Айленд. Изучал экономику в Виргинском университете. В 1941 бросил учёбу ради работы в RKO Radio Pictures, из-за чего вынужден был порвать с высокопоставленными родственниками, которые были недовольны таким поворотом событий.
В качестве ассистента режиссёра участвует в постановках картин у Жана Ренуара, Джозефа Лоузи и Чарли Чаплина. В 50-х работает режиссёром на телевидении и снимает первый полнометражный фильм «Большой союзник». В картинах этого периода режиссёр демонстрирует редкий пример авторского кинематографа, наполняя ленты либерально-гуманистическим содержанием. Среди них — нуар-классика «Целуй меня насмерть», киноадаптация пьесы Клиффорда Одетса «Большой нож» и военная драма «Атака». Режиссёр также работает в жанровом кино — в 1954 году на экраны выходят вестерны «Апач» и «Веракрус» с участием Берта Ланкастера. В 1959 году Олдрич возглавляет жюри 9-го Берлинского международного кинофестиваля.
В 60-х снимает несколько коммерчески успешных фильмов — триллеры «Что случилось с Бэби Джейн?» и «Тише, тише, милая Шарлотта», а также «Убийство сестры Джордж» и «Грязная дюжина». Успех последнего сподвигнул режиссёра создать собственную независимую киностудию, однако после нескольких неудачных проектов он вернулся к голливудскому кинопроизводству. Тема гуманизма не покидает режиссёра, им пронизаны его поздние картины — спортивная драма «Самый длинный ярд» и «Набег Ульзаны» о дискриминации коренного населения США американским обществом после Гражданской войны.
Олдрич был женат дважды. От брака с Гарриет Фостер (1941—1965) у него было четверо детей. В 1966 году, после развода с Фостер, он женится на манекенщице Сибил Зигфрид.
Ушел из кинематографа в 1981 году и через два года умер от почечной недостаточности у себя дома, в Лос-Анджелесе, США, в возрасте 65 лет.

## Фильмография

### Режиссёр
- 1953 — Игрок большой лиги / Big Leaguer
- 1954 — Апач / Apache
- 1954 — Веракрус / Vera Cruz
- 1955 — Целуй меня насмерть / Kiss Me Deadly
- 1955 — Большой нож / The Big Knife
- 1956 — Осенние листья / Autumn Leaves
- 1956 — Атака / Attack
- 1957 — Текстильные джунгли / The Garment Jungle
- 1959 — Десять секунд до ада / Ten Seconds to Hell
- 1959 — Холмы гнева / The Angry Hills
- 1961 — Последний закат / The Last Sunset
- 1962 — Содом и Гоморра / Sodom and Gomorrah
- 1962 — Что случилось с Бэби Джейн? / What Ever Happened to Baby Jane?
- 1963 — Четверо из Техаса / 4 for Texas
- 1964 — Тише, тише, милая Шарлотта / Hush… Hush, Sweet Charlotte
- 1965 — Полёт Феникса / The Flight of the Phoenix
- 1967 — Грязная дюжина / The Dirty Dozen
- 1968 — Легенда о Лайле Клэр / The Legend of Lylah Clare
- 1968 — Убийство сестры Джордж / The Killing of Sister George
- 1970 — Слишком поздно, герой / Too Late the Hero
- 1971 — Банда Гриссомов / The Grissom Gang
- 1972 — Набег Ульзаны / Ulzana’s Raid
- 1973 — Император Севера / Emperor of the North
- 1974 — Самый длинный ярд / The Longest Yard
- 1975 — Грязное дело / Hustle
- 1977 — Последний отблеск сумерек / Twilight’s Last Gleaming
- 1977 — Мальчики из хора / The Choirboys
- 1979 — Парень из Фриско / The Frisco Kid
- 1981 — Калифорнийские куколки / …All the Marbles (The California Dolls)

### Продюсер
- 1955 — Целуй меня насмерть / Kiss Me Deadly
- 1955 — Большой нож / The Big Knife
- 1956 — Атака / Attack
- 1962 — Что случилось с Бэби Джейн? / What Ever Happened to Baby Jane?
- 1963 — Четверо из Техаса / 4 for Texas
- 1964 — Тише, тише, милая Шарлотта / Hush… Hush, Sweet Charlotte
- 1965 — Полёт Феникса / The Flight of the Phoenix
- 1968 — Легенда о Лайле Клэр / The Legend of Lylah Clare
- 1968 — Убийство сестры Джордж / The Killing of Sister George
- 1970 — Слишком поздно, герой / Too Late the Hero
- 1971 — Банда Гриссомов / The Grissom Gang
- 1975 — Грязное дело / Hustle